# Danh sách đơn vị hành chính cấp hương của Giang Tô

## Giang Tô

### Nam Kinh
| Thành phố cấp phó tỉnh Nam Kinh quản lí 11 đơn vị hành chính cấp huyện, toàn bộ đều là quận. Các quận này được chia thành 101 đơn vị hành chính cấp hương, bao gồm 95 nhai đạo và 6 trấn. | |
| Huyền Vũ | Nhai đạo |
| Huyền Vũ | Mai Viên Tân Thôn, Tân Nhai Khẩu, Huyền Vũ Môn, Tỏa Kim Thôn, Hồng Sơn, Hiếu Lăng Vệ, Huyền Vũ Hồ                                                                         |
| Tần Hoài | Nhai đạo |
| Tần Hoài | Tần Hồng, Phu Tử Miếu, Hồng Hoa, Song Đường, Trung Hoa Môn, Ngũ Lão Thôn, Hồng Vũ Lộ, Đại Quang Lộ, Thụy Kim Lộ, Nguyệt Nha Hồ, Quang Hoa Lộ, Triêu Thiên Cung            |
| Kiến Nghiệp | Nhai đạo |
| Kiến Nghiệp | Mạc Sầu Hồ, Sa Châu, Song Áp, Giang Tâm Châu, Hưng Long, Nam Uyển |
| Cổ Lâu | Nhai đạo |
| Cổ Lâu | Ninh Hải Lộ, Hoa Kiều Lộ, Hồ Nam Lộ, Trung Ương Môn, Ấp Giang Môn, Giang Đông, Phượng Hoàng, Hạ Quan, Nhiệt Hà Nam Lộ, Mạc Phủ Sơn, Kiến Ninh Lộ, Bảo Tháp Kiều, Tiểu Thị |
| Phổ Khẩu | Nhai đạo |
| Phổ Khẩu | Thái Sơn, Đỉnh Sơn, Duyên Giang, Giang Phổ, Kiều Lâm, Thang Tuyền, Bàn Thành, Tinh Điện, Vĩnh Ninh                                                                        |
| Thê Hà | Nhai đạo |
| Thê Hà | Nghiêu Hóa, Mã Quần, Mại Cao Kiều, Yến Tử Ki, Thê Hà, Long Đàm, Tiên Lâm, Bát Quái Châu, Tây Cương                                                                        |
| Vũ Hoa Đài | Nhai đạo |
| Vũ Hoa Đài | Vũ Hoa, Tái Hồng Kiều, Tây Thiện Kiều, Bản Kiều, Thiết Tâm Kiều, Mai Sơn, Cổ Hùng                                                                                         |
| Giang Ninh | Nhai đạo |
| Giang Ninh | Đông Sơn, Mạt Lăng, Thang Sơn, Thuần Hóa, Lộc Khẩu, Giang Ninh, Cốc Lý, Hồ Thục, Hoành Khê, Kỳ Lân                                                                        |
| Lục Hợp | Nhai đạo |
| Lục Hợp | Đại Hán, Cát Đường, Trường Lô, Hùng Châu, Long Trì, Trình Kiều, Kim Ngưu Hồ, Hoành Lương, Long Bào, Mã An, Dã Sơn                                                         |
| Lục Hợp | Trấn |
| Lục Hợp | Trúc Trấn |
| Lật Thủy | Nhai đạo |
| Lật Thủy | Vĩnh Dương, Chá Đường, Đông Bình, Thạch Tưu, Hồng Lam |
| Lật Thủy | Trấn |
| Lật Thủy | Bạch Mã, Tinh Kiều, Hòa Phượng |
| Cao Thuần | Nhai đạo |
| Cao Thuần | Thuần Khê, Cổ Bách, Tất Kiều, Cố Thành, Đông Bá, Nha Khê |
| Cao Thuần | Trấn |
| Cao Thuần | Dương Giang, Chuyên Tường |

### Vô Tích
| Thành phố cấp địa khu Vô Tích quản lí 7 đơn vị hành chính cấp huyện, trong đó quản lí trực tiếp 5 quận và quản lí đại thể 2 thành phố cấp huyện. Các đơn vị hành chính cấp huyện này được chia thành 79 đơn vị hành chính cấp hương, bao gồm 49 nhai đạo và 30 trấn. | |
| Tích Sơn | Nhai đạo |
| Tích Sơn | Đông Đình, An Trấn, Đông Bắc Đường |
| Tích Sơn | Trấn |
| Tích Sơn | Dương Tiêm, Nga Hồ, Tích Bắc, Đông Cảng |
| Huệ Sơn | Nhai đạo |
| Huệ Sơn | Yển Kiều, Trường An, Tiền Kiều, Tiền Châu, Ngọc Kỳ |
| Huệ Sơn | Trấn |
| Huệ Sơn | Lạc Xã, Dương Sơn |
| Tân Hồ | Nhai đạo |
| Tân Hồ | Hà Liệt, Vinh Hạng, Lễ Viên, Lễ Hồ, Hoa Trang, Thái Hồ, Tuyết Lãng, Mã Sơn |
| Tân Hồ | Trấn |
| Tân Hồ | Hồ Đại |
| Lương Khê | Nhai đạo |
| Lương Khê | Sùng An Tự, Thông Giang, Quảng Thụy Lộ, Thượng Mã Đôn, Giang Hải, Quảng Ích, Nghênh Long Kiều, Nam Thiền Tự, Thanh Danh Kiều, Kim Tinh, Kim Quỹ, Dương Danh, Hoàng Hạng, Sơn Bắc, Bắc Đại Nhai, Huệ Sơn |
| Tân Ngô | Nhai đạo |
| Tân Ngô | Vượng Trang, Thạc Phóng, Giang Khê, Tân An, Mai Thôn, Hồng Sơn |
| Giang Âm | Nhai đạo |
| Giang Âm | Trừng Giang, Nam Áp, Vân Đình, Thân Cảng, Lợi Cảng, Hạ Cảng |
| Giang Âm | Trấn |
| Giang Âm | Hoàng Thổ, Nguyệt Thành, Thanh Dương, Từ Hà, Hoa Sĩ, Chu Trang, Tân Kiều, Trường Kính, Cố Sơn, Chúc Đường                                                                                               |
| Nghi Hưng | Nhai đạo |
| Nghi Hưng | Nghi Thành, Dĩ Đình, Tân Trang, Tân Nhai, Phương Kiều |
| Nghi Hưng | Trấn |
| Nghi Hưng | Trương Chử, Tây Chử, Thái Hoa, Từ Xá, Quan Lâm, Dương Hạng, Tân Kiến, Hòa Kiều, Cao Thăng, Vạn Thạch, Chu Thiết, Đinh Thục, Hồ Phụ                                                                      |

### Từ Châu
| Thành phố cấp địa khu Từ Châu quản lí 10 đơn vị hành chính cấp huyện, trong đó quản lí trực tiếp 5 quận, 3 huyện và quản lí đại thể 2 thành phố cấp huyện. Các đơn vị hành chính cấp huyện này được chia thành 162 đơn vị hành chính cấp hương, bao gồm 66 nhai đạo và 96 trấn. | |
| Cổ Lâu | Nhai đạo |
| Cổ Lâu | Hoàng Lâu, Phong Tài, Tỳ Bà, Bài Lâu, Đồng Phái, Hoàn Thành, Cửu Lý |
| Vân Long | Nhai đạo |
| Vân Long | Bành Thành, Hoàng Sơn, Lạc Đà Sơn, Đại Quách Trang, Thúy Bình Sơn, Đại Long Hồ, Phan Đường, Hán Phong |
| Giả Uông | Nhai đạo |
| Giả Uông | Lão Khoáng, Đại Tuyền, Đại Ngô, Phan An Hồ, Thù Du Sơn |
| Giả Uông | Trấn |
| Giả Uông | Thanh Sơn Tuyền, Tử Trang, Tháp Sơn, Biện Đường, Giang Trang |
| Tuyền Sơn | Nhai đạo |
| Tuyền Sơn | Vương Lăng, Thất Lý Câu, Vĩnh An, Hồ Tân, Đoạn Trang, Địch Sơn, Khuê Sơn, Hòa Bình, Kim Sơn, Thái Sơn, Bàng Trang, Hỏa Hoa, Đào Viên, Tô Sơn                                                                                        |
| Đồng Sơn | Nhai đạo |
| Đồng Sơn | Tam Hà Tiêm, Trương Song Lâu, Tra Thành, Trương Tập, Lợi Quốc, Điện Hán, Thập Truân, Đồng Sơn, Duyên Hồ, Tân Khu, Tam Bảo |
| Đồng Sơn | Trấn |
| Đồng Sơn | Hà Kiều, Hoàng Tập, Mã Pha, Trịnh Tập, Liễu Tân, Lưu Tập, Đại Bành, Hán Vương, Đường Trương, Trương Tập, Phòng Thôn, Y Trang, Đan Tập, Lợi Quốc, Đại Hứa, Mao Thôn, Liễu Tuyền                                                      |
| Phong | Nhai đạo |
| Phong | Trung Dương Lý, Phượng Thành, Tôn Lâu |
| Phong | Trấn |
| Phong | Thủ Tiện, Thuận Hà, Thường Điếm, Hoan Khẩu, Sư Trại, Hoa Sơn, Lương Trại, Phạm Lâu, Tống Lâu, Đại Sa Hà, Vương Câu, Triệu Trang |
| Bái | Nhai đạo |
| Bái | Bái Thành, Đại Truân, Hán Nguyên, Hán Hưng |
| Bái | Trấn |
| Bái | Long Cố, Dương Truân, Hồ Trại, Ngụy Miếu, Ngũ Đoạn, Trương Trang, Trương Trại, Kính An, Hà Khẩu, Tê Sơn, Lộc Lâu, Chu Trại, An Quốc                                                                                                 |
| Tuy Ninh | Nhai đạo |
| Tuy Ninh | Tuy Thành, Kim Thành, Tuy Hà |
| Tuy Ninh | Trấn |
| Tuy Ninh | Vương Tập, Song Câu, Lam Sơn, Lý Tập, Đào Viên, Quan Sơn, Cao Tác, Sa Tập, Lăng Thành, Khâu Tập, Cổ Bi, Diêu Tập, Ngụy Tập, Lương Tập, Khánh An                                                                                     |
| Tân Nghi | Nhai đạo |
| Tân Nghi | Tân An, Bắc Câu, Mặc Hà, Đường Điếm |
| Tân Nghi | Trấn |
| Tân Nghi | Ngõa Diêu, Cảng Đầu, Hợp Câu, Thảo Kiều, Diêu Loan, Kỳ Bàn, Mã Lăng Sơn, Tân Điếm, Thiệu Điếm, Thì Tập, Cao Lưu, A Hồ, Song Đường                                                                                                   |
| Bi Châu | Nhai đạo |
| Bi Châu | Đông Hồ, Vận Hà, Đái Vu, Pháo Xa |
| Bi Châu | Trấn |
| Bi Châu | Bi Thành, Quan Hồ, Tứ Hộ, Túc Dương Sơn, Bát Nghĩa Tập, Thổ Sơn, Niễn Trang, Cảng Thượng, Trâu Trang, Chiêm Thành, Tân Hà, Bát Lộ, Thiết Phú, Xóa Hà, Trần Lâu, Hình Lâu, Đái Trang, Xa Phúc Sơn, Yến Tử Phụ, Triệu Đôn, Nghị Đường |

### Thường Châu
| Thành phố cấp địa khu Thường Châu quản lí 6 đơn vị hành chính cấp huyện, trong đó quản lí trực tiếp 5 quận và quản lí đại thể 1 thành phố cấp huyện. Các đơn vị hành chính cấp huyện này được chia thành 58 đơn vị hành chính cấp hương, bao gồm 25 nhai đạo và 33 trấn. | |
| Thiên Ninh | Nhai đạo |
| Thiên Ninh | Điêu Trang, Thanh Long, Trà Sơn, Hồng Mai, Thiên Ninh, Lan Lăng                                                           |
| Thiên Ninh | Trấn |
| Thiên Ninh | Trịnh Lục |
| Chung Lâu | Nhai đạo |
| Chung Lâu | Ngũ Tinh, Vĩnh Hồng, Bắc Cảng, Tây Lâm, Nam Đại Nhai, Hà Hoa Trì, Tân Áp                                                  |
| Chung Lâu | Trấn |
| Chung Lâu | Trâu Khu |
| Tân Bắc | Nhai đạo |
| Tân Bắc | Tam Tỉnh, Long Hổ Đường, Xuân Giang, Ngụy Thôn, Tân Kiều                                                                  |
| Tân Bắc | Trấn |
| Tân Bắc | Mạnh Hà, Tiết Gia, La Khê, Tây Hạ Thự, Bôn Ngưu                                                                           |
| Vũ Tiến | Nhai đạo |
| Vũ Tiến | Thích Thự Yển, Đinh Yển, Lộ Thành                                                                                         |
| Vũ Tiến | Trấn |
| Vũ Tiến | Hồ Đường, Ngưu Đường, Lạc Dương, Diêu Quan, Hoành Lâm, Hoành Sơn Kiều, Tuyết Yển, Tiền Hoàng, Lễ Gia, Gia Trạch, Hoàng Lý |
| Kim Đàn | Nhai đạo |
| Kim Đàn | Tây Thành |
| Kim Đàn | Trấn |
| Kim Đàn | Kim Thành, Nho Lâm, Trực Khê, Chu Lâm, Tiết Phụ, Chỉ Tiền                                                                 |
| Lật Dương | Nhai đạo |
| Lật Dương | Côn Lôn, Lật Thành, Cổ Huyện                                                                                              |
| Lật Dương | Trấn |
| Lật Dương | Đại Đầu, Thượng Hoàng, Đái Phụ, Thiên Mục Hồ, Biệt Kiều, Thượng Hưng, Trúc Trách, Nam Độ, Xã Chử                          |

### Tô Châu
| Thành phố cấp địa khu Tô Châu quản lí 9 đơn vị hành chính cấp huyện, trong đó quản lí trực tiếp 5 quận và quản lí đại thể 4 thành phố cấp huyện. Các đơn vị hành chính cấp huyện này được chia thành 89 đơn vị hành chính cấp hương, bao gồm 37 nhai đạo và 52 trấn. | |
| Hổ Khâu | Nhai đạo                                                                                                |
| Hổ Khâu | Hoành Đường, Sư Sơn, Phong Kiều, Trấn Hồ, Đông Chử                                                      |
| Hổ Khâu | Trấn |
| Hổ Khâu | Hử Thự Quan, Thông An                                                                                   |
| Ngô Trung | Nhai đạo                                                                                                |
| Ngô Trung | Trường Kiều, Việt Khê, Quách Hạng, Hoành Kính, Hương Sơn, Thành Nam, Thái Hồ                            |
| Ngô Trung | Trấn |
| Ngô Trung | Lộ Trực, Mộc Độc, Tư Khẩu, Đông Sơn, Quang Phúc, Kim Đình, Lâm Hồ                                       |
| Tương Thành | Nhai đạo                                                                                                |
| Tương Thành | Nguyên Hòa, Thái Bình, Hoàng Kiều, Bắc Kiều, Bắc Hà, Tào Hồ, Trừng Dương                                |
| Tương Thành | Trấn |
| Tương Thành | Vọng Đình, Hoàng Đại, Vị Đường, Dương Trừng Hồ                                                          |
| Cô Tô | Nhai đạo                                                                                                |
| Cô Tô | Bạch Dương Loan, Bình Giang, Kim Xương, Thương Lãng, Song Tháp, Hổ Khâu, Tô Cẩm, Ngô Môn Kiều           |
| Ngô Giang | Nhai đạo                                                                                                |
| Ngô Giang | Tùng Lăng, Hoành Phiến, Bát Sách, Giang Lăng                                                            |
| Ngô Giang | Trấn |
| Ngô Giang | Bình Vọng, Thịnh Trạch, Thất Đô, Chấn Trạch, Đào Nguyên, Lê Lý, Đồng Lý                                 |
| Thường Thục | Nhai đạo                                                                                                |
| Thường Thục | Ngu Sơn, Thường Phúc, Cầm Xuyên, Mạc Thành, Bích Khê, Đông Nam                                          |
| Thường Thục | Trấn |
| Thường Thục | Mai Lý, Hải Ngu, Cổ Lý, Sa Gia Banh, Chi Đường, Đổng Banh, Tân Trang, Thượng Hồ                         |
| Trương Gia Cảng | Trấn |
| Trương Gia Cảng | Dương Xá, Đường Kiều, Kim Cảng, Cẩm Phong, Nhạc Dư, Phượng Hoàng, Nam Phong, Đại Tân                    |
| Côn Sơn | Trấn |
| Côn Sơn | Ngọc Sơn, Ba Thành, Chu Thị, Lục Gia, Hoa Kiều, Điến Sơn Hồ, Trương Phổ, Chu Trang, Thiên Đăng, Cẩm Khê |
| Thái Thương | Trấn |
| Thái Thương | Thành Sương, Sa Khê, Lưu Hà, Phù Kiều, Hoàng Kính, Song Phượng                                          |

### Nam Thông
| Thành phố cấp địa khu Nam Thông quản lí 8 đơn vị hành chính cấp huyện, trong đó quản lí trực tiếp 3 quận, 1 huyện và quản lí đại thể 4 thành phố cấp huyện. Các đơn vị hành chính cấp huyện này được chia thành 84 đơn vị hành chính cấp hương, bao gồm 24 nhai đạo và 60 trấn. | |
| Sùng Xuyên | Nhai đạo |
| Sùng Xuyên | Thành Đông, Hòa Bình Kiều, Nhậm Cảng, Tân Thành Kiều, Hồng Kiều, Học Điền, Chung Tú, Văn Phong, Quan Âm Sơn, Lang Sơn Trấn          |
| Cảng Áp | Nhai đạo |
| Cảng Áp | Vĩnh Hưng, Đường Áp Trấn, Thiên Sinh Cảng Trấn, Tần Táo, Trần Kiều, Hạnh Phúc                                                       |
| Thông Châu | Nhai đạo |
| Thông Châu | Kim Sa, Hưng Đông, Tiên Phong, Kim Tân                                                                                              |
| Thông Châu | Trấn |
| Thông Châu | Tây Đình, Nhị Giáp, Đông Xã, Tam Dư, Thập Tổng, Thạch Cảng, Lưu Kiều, Bình Triều, Ngũ Tiếp, Hưng Nhân, Trương Chi Sơn, Xuyên Khương |
| Như Đông | Nhai đạo |
| Như Đông | Quật Cảng, Thành Trung, Tư Trấn |
| Như Đông | Trấn |
| Như Đông | Kiên Hà, Dương Khẩu, Trường Sa, Đại Dự, Mã Đường, Phong Lợi, Tào Phụ, Xóa Hà, Song Điện, Tân Điếm, Hà Khẩu, Viên Trang              |
| Khải Đông | Trấn |
| Khải Đông | Hối Long, Bắc Tân, Huệ Bình, Đông Hải, Nam Dương, Hải Phục, Hợp Tác, Vương Bảo, Lữ Tứ Cảng                                          |
| Như Cao | Nhai đạo |
| Như Cao | Như Thành |
| Như Cao | Trấn |
| Như Cao | Đông Trần, Đinh Yển, Bạch Bồ, Hạ Nguyên, Cửu Hoa, Thạch Trang, Trường Giang, Ngô Diêu, Giang An, Bàn Kinh, Ma Đầu                   |
| Hải Môn | Trấn |
| Hải Môn | Thường Nhạc, Duyệt Lai, Tứ Giáp, Dư Đông, Chính Dư, Hải Vĩnh                                                                        |
| Hải An | Trấn |
| Hải An | Hải An, Thành Đông, Khúc Đường, Lý Bảo, Giác Tà, Đại Công, Nhã Chu, Bạch Điện, Nam Mạc, Đôn Đầu                                     |

### Liên Vân Cảng
| Thành phố cấp địa khu Liên Vân Cảng quản lí trực tiếp 6 đơn vị hành chính cấp huyện, bao gồm 3 quận và 3 huyện. Các đơn vị hành chính cấp huyện này được chia thành 84 đơn vị hành chính cấp hương, bao gồm 24 nhai đạo, 53 trấn và 7 hương. | |
| Liên Vân | Nhai đạo |
| Liên Vân | Khư Câu, Liên Vân, Vân Sơn, Bản Kiều, Liên Đảo, Từ Vu, Hải Châu Loan, Túc Thành, Cao Công Đảo                                                            |
| Liên Vân | Hương |
| Liên Vân | Tiền Tam Đảo |
| Hải Châu | Nhai đạo |
| Hải Châu | Cù Dương, Tân Hải, Vân Đài, Tân Phổ, Hải Châu, Hạnh Phúc Lộ, Hồng Môn, Ninh Hải, Phổ Tây, Tân Đông Nhai, Tân Nam Nhai, Lộ Nam                            |
| Hải Châu | Trấn |
| Hải Châu | Cẩm Bình, Tân Bá, Bản Phổ, Phổ Nam |
| Cám Du | Trấn |
| Cám Du | Thanh Khẩu, Chá Uông, Thạch Kiều, Kim Sơn, Hắc Lâm, Lệ Trang, Hải Đầu, Tháp Sơn, Cống Mã, Ban Trang, Thành Đầu, Thành Tây, Tống Trang, Sa Hà, Đôn Thượng |
| Đông Hải | Nhai đạo |
| Đông Hải | Ngưu Sơn, Thạch Lưu |
| Đông Hải | Trấn |
| Đông Hải | Bạch Tháp Phụ, Hoàng Xuyên, Thạch Lương Hà, Thanh Hồ, Ôn Tuyền, Song Điếm, Đào Lâm, Hồng Trang, An Phong, Phòng Sơn, Bình Minh                           |
| Đông Hải | Hương |
| Đông Hải | Đà Phong, Lý Niệm, Sơn Tả Khẩu, Thạch Hồ, Khúc Dương, Trương Loan                                                                                        |
| Quán Vân | Nhai đạo |
| Quán Vân | Thị Trang |
| Quán Vân | Trấn |
| Quán Vân | Y Sơn, Dương Tập, Yến Vĩ Cảng, Đồng Hưng, Tứ Đội, Vu Phong, Long Tư, Hạ Xa, Đồ Hà, Đông Vương Tập, Tiểu Y, Nam Cương                                     |
| Quán Nam | Trấn |
| Quán Nam | Tân An, Đôi Câu Cảng, Điền Lâu, Bắc Trần Tập, Trương Điếm, Tam Khẩu, Mạnh Hưng Trang, Thang Câu, Bách Lộc, Tân Tập, Lý Tập                               |

### Hoài An
| Thành phố cấp địa khu Hoài An quản lí trực tiếp 7 đơn vị hành chính cấp huyện, bao gồm 4 quận và 3 huyện. Các đơn vị hành chính cấp huyện này được chia thành 90 đơn vị hành chính cấp hương, bao gồm 34 nhai đạo và 56 trấn. | |
| Hoài An | Nhai đạo |
| Hoài An | Hoài Thành, Hà Hạ, Sơn Dương |
| Hoài An | Trấn |
| Hoài An | Bình Kiều, Chu Kiều, Thi Hà, Xa Kiều, Lưu Quân, Bác Lý, Phục Hưng, Tô Chủy, Khâm Công, Thuận Hà, Tào Vận, Thạch Đường                                    |
| Hoài Âm | Nhai đạo |
| Hoài Âm | Trường Giang Lộ, Vương Gia Doanh, Tân Độ Khẩu, Cổ Thanh Khẩu                                                                                             |
| Hoài Âm | Trấn |
| Hoài Âm | Nam Trần Tập, Đinh Tập, Từ Lưu, Ngư Câu, Tam Thụ, Cao Gia Yển, Mã Đầu, Lưu Lão Trang, Hoài Cao                                                           |
| Thanh Giang Phố | Nhai đạo |
| Thanh Giang Phố | Thành Nam, Thanh Giang, Phổ Lâu, Áp Khẩu, Thanh Phổ, Phủ Tiền, Trường Tây, Hoài Hải, Trường Đông, Liễu Thụ Loan, Thủy Độ Khẩu, Thanh Hà, Vũ Đôn, Diêm Hà |
| Thanh Giang Phố | Trấn |
| Thanh Giang Phố | Hòa Bình, Hoàng Mã |
| Hồng Trạch | Nhai đạo |
| Hồng Trạch | Cao Lương Giản, Chu Bá, Hoàng Tập |
| Hồng Trạch | Trấn |
| Hồng Trạch | Tưởng Bá, Xóa Hà, Tây Thuận Hà, Lão Tử Sơn, Tam Hà, Đông Song Câu                                                                                        |
| Liên Thủy | Nhai đạo |
| Liên Thủy | Liên Thành, Chu Mã, Trần Sư, Bảo Than |
| Liên Thủy | Trấn |
| Liên Thủy | Cao Câu, Đường Tập, Đại Đông, Ngũ Cảng, Lương Xóa, Thạch Hồ, Xóa Miếu, Đông Hồ Tập, Nam Tập, Thành Tập, Hồng Diêu, Hoàng Doanh                           |
| Hu Dị | Nhai đạo |
| Hu Dị | Hu Thành, Thái Hòa, Cổ Tang |
| Hu Dị | Trấn |
| Hu Dị | Mã Bá, Quan Than, Quế Ngũ, Hà Kiều, Bảo Tập, Hoàng Hoa Đường, Hoài Hà, Thiên Tuyền Hồ, Quản Trọng, Mục Điếm                                              |
| Kim Hồ | Nhai đạo |
| Kim Hồ | Lê Thành, Đái Lâu, Kim Bắc |
| Kim Hồ | Trấn |
| Kim Hồ | Kim Nam, Tháp Tập, Tiền Phong, Lữ Lương, Ngân Đồ |

### Diêm Thành
| Thành phố cấp địa khu Diêm Thành quản lí 9 đơn vị hành chính cấp huyện, trong đó quản lí trực tiếp 3 quận, 5 huyện và quản lí đại thể 1 thành phố cấp huyện. Các đơn vị hành chính cấp huyện này được chia thành 121 đơn vị hành chính cấp hương, bao gồm 27 nhai đạo và 94 trấn. | |
| Đình Hồ | Nhai đạo |
| Đình Hồ | Ngũ Tinh, Văn Phong, Tiên Phong, Dục Long, Tân Dương, Đại Dương, Ngũ Hữu, Hoàng Hải, Tân Hà                                                       |
| Đình Hồ | Trấn |
| Đình Hồ | Nam Dương, Tân Hưng, Tiện Thương, Diêm Đông, Hoàng Tiêm                                                                                           |
| Diêm Đô | Nhai đạo |
| Diêm Đô | Trương Trang, Diêm Long, Phan Hoàng, Diêm Độc, Tân Đô, Khoa Thành                                                                                 |
| Diêm Đô | Trấn |
| Diêm Đô | Đại Tung Hồ, Lâu Vương, Học Phú, Thượng Trang, Tần Nam, Long Cương, Quách Mãnh, Đại Cương                                                         |
| Đại Phong | Nhai đạo |
| Đại Phong | Phong Hoa, Đại Trung |
| Đại Phong | Trấn |
| Đại Phong | Thảo Yển, Bạch Câu, Lưu Trang, Tây Đoàn, Tiểu Hải, Đại Kiều, Thảo Miếu, Vạn Doanh, Nam Dương, Tân Phong, Tam Long                                 |
| Hưởng Thủy | Trấn |
| Hưởng Thủy | Hưởng Thủy, Trần Gia Cảng, Tiểu Tiêm, Hoàng Vu, Đại Hữu, Song Cảng, Nam Hà, Vận Hà                                                                |
| Tân Hải | Nhai đạo |
| Tân Hải | Đông Khảm, Khảm Nam, Khảm Bắc |
| Tân Hải | Trấn |
| Tân Hải | Ngũ Tấn, Thái Kiều, Chính Hồng, Thông Du, Giới Bài, Bát Cự, Bát Than, Tân Hoài, Thiên Tràng, Trần Đào, Tân Hải Cảng                               |
| Phụ Ninh | Nhai đạo |
| Phụ Ninh | Phụ Thành, Ngô Than, Hoa Viên, Kim Sa Hồ |
| Phụ Ninh | Trấn |
| Phụ Ninh | Câu Đôn, Trần Lương, Tam Táo, Quách Thự, Tân Câu, Trần Tập, Dương Trại, Lô Bồ, Bản Hồ, Đông Câu, Ích Lâm, Cổ Hà, La Kiều                          |
| Xạ Dương | Trấn |
| Xạ Dương | Hợp Đức, Lâm Hải, Thiên Thu, Tứ Minh, Hải Hà, Hải Thông, Hưng Kiều, Tân Than, Trường Đãng, Bàn Loan, Đặc Dung, Dương Mã, Hoàng Sa Cảng            |
| Kiến Hồ | Nhai đạo |
| Kiến Hồ | Cận Hồ, Chung Trang, Đường Hà |
| Kiến Hồ | Trấn |
| Kiến Hồ | Kiến Dương, Cửu Long Khẩu, Hằng Tế, Nhan Đan, Duyên Hà, Lô Câu, Khánh Phong, Thượng Cương, Cương Tây, Bảo Tháp, Cao Tác                           |
| Đông Đài | Trấn |
| Đông Đài | Trăn Đông, Thì Yển, Ngũ Liệt, Lương Đóa, An Phong, Nam Thẩm Táo, Phú An, Đường Dương, Tân Nhai, Hứa Hà, Tam Thương, Đầu Táo, Cương Cảng, Đông Đài |

### Dương Châu
| Thành phố cấp địa khu Dương Châu quản lí 6 đơn vị hành chính cấp huyện, trong đó quản lí trực tiếp 3 quận, 1 huyện và quản lí đại thể 2 thành phố cấp huyện. Các đơn vị hành chính cấp huyện này được chia thành 75 đơn vị hành chính cấp hương, bao gồm 15 nhai đạo, 56 trấn, 3 hương và 1 hương dân tộc. | |
| Quảng Lăng | Nhai đạo |
| Quảng Lăng | Đông Quan, Vấn Hà, Văn Phong, Khúc Giang |
| Quảng Lăng | Trấn |
| Quảng Lăng | Lý Điển, Sa Đầu, Đầu Kiều, Loan Đầu |
| Quảng Lăng | Hương |
| Quảng Lăng | Thang Uông |
| Hàn Giang | Nhai đạo |
| Hàn Giang | Hàn Thượng, Tưởng Vương, Xá Hà, Song Kiều, Mai Lĩnh, Cam Tuyền, Tân Thịnh, Trúc Tây, Sấu Tây Hồ, Thành Bắc                                                |
| Hàn Giang | Trấn |
| Hàn Giang | Công Đạo, Phương Hạng, Hòe Tứ, Qua Châu, Dương Thọ, Dương Miếu, Tây Hồ                                                                                    |
| Hàn Giang | Hương |
| Hàn Giang | Song Kiều, Bình Sơn |
| Giang Đô | Trấn |
| Giang Đô | Tiên Nữ, Tiểu Kỳ, Vũ Kiên, Phiền Xuyên, Chân Vũ, Nghi Lăng, Đinh Câu, Quách Thôn, Thiệu Bá, Đinh Hỏa, Đại Kiều, Ngô Kiều, Phổ Đầu                         |
| Bảo Ứng | Trấn |
| Bảo Ứng | An Nghi, Phiếm Thủy, Hạ Tập, Liễu Bảo, Xạ Dương Hồ, Quảng Dương Hồ, Lỗ Đóa, Tiểu Quan Trang, Vọng Trực Cảng, Tào Điện, Tây An Phong, Hoàng Thăng, Kính Hà |
| Nghi Chinh | Trấn |
| Nghi Chinh | Chân Châu, Tân Tập, Tân Thành, Mã Tập, Lưu Tập, Trần Tập, Đại Nghi, Nguyệt Đường, Thanh Sơn                                                               |
| Cao Bưu | Nhai đạo |
| Cao Bưu | Cao Bưu |
| Cao Bưu | Trấn |
| Cao Bưu | Long Cầu, Thang Trang, Tá Giáp, Tam Đóa, Cam Đóa, Giới Thủ, Chu Sơn, Lâm Trạch, Tống Kiều                                                                 |
| Cao Bưu | Hương dân tộc |
| Cao Bưu | Lăng Đường |

### Trấn Giang
| Thành phố cấp địa khu Trấn Giang quản lí 6 đơn vị hành chính cấp huyện, trong đó quản lí trực tiếp 3 quận và quản lí đại thể 3 thành phố cấp huyện. Các đơn vị hành chính cấp huyện này được chia thành 48 đơn vị hành chính cấp hương, bao gồm 20 nhai đạo và 28 trấn. | |
| Kinh Khẩu | Nhai đạo                                                                                             |
| Kinh Khẩu | Chính Đông Lộ, Kiện Khang Lộ, Đại Thị Khẩu, Tứ Bài Lâu, Tượng Sơn, Gián Bích                         |
| Nhuận Châu | Nhai đạo                                                                                             |
| Nhuận Châu | Bảo Tháp Lộ, Hòa Bình Lộ, Kim Sơn, Thất Lý Điện, Tưởng Kiều, Quan Đường Kiều, Vi Cương, Nam Sơn      |
| Đan Đồ | Nhai đạo                                                                                             |
| Đan Đồ | Cao Tư, Nghi Thành                                                                                   |
| Đan Đồ | Trấn                                                                                                 |
| Đan Đồ | Cao Kiều, Tân Phong, Cốc Dương, Thượng Đảng, Bảo Yển, Thế Nghiệp                                     |
| Đan Dương | Nhai đạo                                                                                             |
| Đan Dương | Vân Dương, Khúc A                                                                                    |
| Đan Dương | Trấn                                                                                                 |
| Đan Dương | Tư Đồ, Diên Lăng, Nhị Lăng, Đạo Thự, Hoàng Đường, Lữ Thành, Lăng Khẩu, Phóng Tiên, Giới Bài, Đan Bắc |
| Dương Trung | Nhai đạo                                                                                             |
| Dương Trung | Tam Mao                                                                                              |
| Dương Trung | Trấn                                                                                                 |
| Dương Trung | Tân Bá, Du Phường, Bát Kiều, Tây Lai Kiều                                                            |
| Cú Dung | Nhai đạo                                                                                             |
| Cú Dung | Hoa Dương                                                                                            |
| Cú Dung | Trấn                                                                                                 |
| Cú Dung | Hạ Thục, Bạch Thỏ, Biên Thành, Mao Sơn, Hậu Bạch, Quách Trang, Thiên Vương, Bảo Hoa                  |

### Thái Châu
| Thành phố cấp địa khu Thái Châu quản lí 6 đơn vị hành chính cấp huyện, trong đó quản lí trực tiếp 3 quận và quản lí đại thể 3 thành phố cấp huyện. Các đơn vị hành chính cấp huyện này được chia thành 85 đơn vị hành chính cấp hương, bao gồm 19 nhai đạo, 64 trấn và 2 hương. | |
| Hải Lăng | Nhai đạo |
| Hải Lăng | Thành Đông, Thành Tây, Thành Nam, Thành Trung, Thành Bắc, Kinh Thái Lộ, Hồng Kỳ |
| Hải Lăng | Trấn |
| Hải Lăng | Cửu Long, Cương Dương, Tô Trần, Hoa Cảng |
| Cao Cảng | Nhai đạo |
| Cao Cảng | Khẩu Ngạn, Điêu Phô, Hứa Trang |
| Cao Cảng | Trấn |
| Cao Cảng | Vĩnh An Châu, Bạch Mã, Hồ Trang, Đại Tứ |
| Khương Yển | Nhai đạo |
| Khương Yển | La Đường, Tam Thủy, Thiên Mục Sơn, Lương Từ |
| Khương Yển | Trấn |
| Khương Yển | Trăn Đồng, Tưởng Đóa, Cố Cao, Đại Luân, Trương Điện, Ứ Khê, Bạch Mễ, Lâu Trang, Thẩm Cao, Du Đóa |
| Hưng Hóa | Nhai đạo |
| Hưng Hóa | Chiêu Dương, Lâm Thành, Đóa Điền |
| Hưng Hóa | Trấn |
| Hưng Hóa | Đái Diêu, Hợp Trần, Vĩnh Phong, Tân Đóa, An Phong, Hải Nam, Điếu Ngư, Đại Trâu, Sa Câu, Trung Bảo, Trúc Hoằng, Thẩm Luân, Đại Đóa, Địch Đóa, Đào Trang, Xương Vinh, Mao Sơn, Chu Trang, Trần Bảo, Đái Nam, Trương Quách, Đại Doanh, Hưng Đông, Thiên Đóa |
| Hưng Hóa | Hương |
| Hưng Hóa | Lâm Hồ |
| Tĩnh Giang | Nhai đạo |
| Tĩnh Giang | Tĩnh Thành |
| Tĩnh Giang | Trấn |
| Tĩnh Giang | Tân Kiều, Đông Hưng, Tà Kiều, Tây Lai, Quý Thị, Cô Sơn, Sinh Từ, Mã Kiều |
| Thái Hưng | Nhai đạo |
| Thái Hưng | Tế Xuyên |
| Thái Hưng | Trấn |
| Thái Hưng | Hoàng Kiều, Phân Giới, Cổ Khê, Nguyên Trúc, San Hô, Quảng Lăng, Khúc Hà, Trương Kiều, Hà Thất, Tân Nhai, Diêu Vương, Tuyên Bảo, Tân Giang, Hồng Kiều |
| Thái Hưng | Hương |
| Thái Hưng | Căn Tư |

### Túc Thiên
| Thành phố cấp địa khu Túc Thiên quản lí trực tiếp 5 đơn vị hành chính cấp huyện, bao gồm 2 quận và 3 huyện. Các đơn vị hành chính cấp huyện này được chia thành 105 đơn vị hành chính cấp hương, bao gồm 21 nhai đạo, 66 trấn và 18 hương. | |
| Túc Thành | Nhai đạo |
| Túc Thành | Hạnh Phúc, Hạng Lý, Hà Tân, Cổ Thành, Song Trang, Chi Khẩu |
| Túc Thành | Trấn |
| Túc Thành | Cảnh Xa, Phụ Tử, Long Hà, Dương Bắc, Trung Dương, Trần Tập, Thái Tập, Vương Quan Tập, Dương Hà |
| Túc Thành | Hương |
| Túc Thành | La Vu, Đồ Viên |
| Túc Dự | Nhai đạo |
| Túc Dự | Thuận Hà, Dự Tân, Hạ Tương |
| Túc Dự | Trấn |
| Túc Dự | Ngưỡng Hóa, Đại Hưng, Đinh Chủy, Lai Long, Lục Tập, Quan Miếu, Thị Lĩnh, Tân Trang, Hiểu Điếm, Tạo Hà, Hoàng Đôn |
| Túc Dự | Hương |
| Túc Dự | Tào Tập, Bảo An, Tỉnh Đầu |
| Thuật Dương | Nhai đạo |
| Thuật Dương | Thuật Thành, Nam Hồ, Mộng Khê, Thập Tự, Chương Tập, Thất Hùng |
| Thuật Dương | Trấn |
| Thuật Dương | Lũng Tập, Hồ Tập, Tiền Tập, Đường Câu, Mã Hán, Nghi Đào, Miếu Đầu, Hàn Sơn, Hoa Trùng, Tang Khư, Duyệt Lai, Lưu Tập, Lý Hằng, Trát Hạ, Nhan Tập, Đồng Dương, Long Miếu, Cao Khư, Cảnh Vu, Thang Giản, Tân Hà, Hiền Quan, Ngô Tập, Hồ Đông, Thanh Y Hồ |
| Thuật Dương | Hương |
| Thuật Dương | Bắc Đinh Tập, Chu Tập, Đông Tiểu Điếm, Trương Vu, Lữu Vu, Tây Vu, Vạn Thất, Quan Đôn |
| Tứ Dương | Nhai đạo |
| Tứ Dương | Chúng Hưng, Thành Sương, Lai An |
| Tứ Dương | Trấn |
| Tứ Dương | Ái Viên, Vương Tập, Bùi Vu, Tân Viên, Lý Khẩu, Lâm Hà, Xuyên Thành, Lư Tập, Tam Trang |
| Tứ Dương | Hương |
| Tứ Dương | Trang Vu |
| Tứ Hồng | Nhai đạo |
| Tứ Hồng | Thanh Dương, Đại Lâu, Trọng Cương |
| Tứ Hồng | Trấn |
| Tứ Hồng | Song Câu, Thượng Đường, Ngụy Doanh, Lâm Hoài, Bán Thành, Tôn Viên, Mai Hoa, Quy Nhân, Kim Tỏa, Chu Hồ, Giới Tập, Long Tập |
| Tứ Hồng | Hương |
| Tứ Hồng | Thiên Cương Hồ, Xa Môn, Dao Câu, Thạch Tập |